# 哈里·奈奎斯特
哈里·奈奎斯特（英語：Harry Nyquist，1889年2月7日—1976年4月4日），瑞典裔美國物理學家，通訊理論的奠基者之一。

## 早年
奈奎斯特生於瑞典韋姆蘭省的尼爾斯比（Nilsby，即今希尔市镇）。他的父親是拉爾斯·荣松·奈奎斯特（Lars Jonsson Nyqvist，1847年生），母親是卡特里娜·埃麗克斯多特爾（Katrina Eriksdotter，1857年生）。他的父母共有七個兒女：埃琳·特蕾西亞（Elin Teresia）、阿斯特麗德（Astrid）、賽爾瑪（Selma）、哈里·特奧多爾（Harry Theodor）、埃梅莉（Aemelie）、奧爾加·瑪麗亞（Olga Maria）與阿克塞爾（Axel）。
1907年，哈里移民至美國。1912年，他考進了北達科他大學，並分別於1914年及1915年獲學士及碩士學位。1917年，他獲得耶魯大學物理學博士學位。

## 事業
他從1917年至1934年於美国电话电报公司研發部任職，而那年研發部被改組成貝爾實驗室，他還繼續在貝爾實驗室任職，直到1954年退休。
奈奎斯特於1960年獲授IEEE榮譽獎章，獲獎理由為“對熱噪音、訊息傳輸及負回饋這三方面的量化理解上的基礎貢獻”。同年十月，獲富蘭克林學會授予Stuart Ballantine獎章，獲獎理由為“對通訊系統過往四十年的理論分析及實際發明的貢獻，尤其是在電報傳輸理論、導電體的熱噪音理論及回饋系統史上的貢獻”。他於1969年獲美國國家工程院創會者Simon Ramo獎章，獲獎理由為“嘉許他為工程學作出的許多基礎貢獻”。奈奎斯特在1979年與亨德里克·韋德·波德共同獲授美國機械工程師學會的Rufus Oldenburger獎章。
奈奎斯特退休後在德克薩斯州的Pharr市居住，於1976年4月4日在哈靈根逝世。

## 技術貢獻
作為貝爾實驗室的一名工程師，奈奎斯特在多方面作出過重要貢獻，包括熱噪音（“詹森－奈奎斯特噪音”）、反饋放大器的穩定性、電報學、傳真、電視及其他重要的通訊難題。與Herbert E. Ives一起，他們為美国电话电报公司開發了第一部傳真機，而這部機器在1924年被公開。他在1932年發表了一篇有關反饋放大器穩定性的經典論文。現在奈奎斯特稳定判据是所有回饋控制理論教科書的必備材料。
他為判定傳輸訊息須用頻寬的理論研究，為後來克勞德·香農所作的進展（也就是訊息論）提供了基礎。尤是是，奈奎斯特判定了單位時間內電報頻道可承受的獨立脈衝數目，並發現這個數是帶寬的兩倍，並將其研究結果在其兩篇論文中發表，這兩篇論文分別是《論影響電報速度的某幾種因素》（1924年）及《論電報傳輸理論的某幾個課題》（1928年）。這條規則實際上是一項對偶，也就是所謂的奈奎斯特－香農採樣定理。

## 外部連結
- IEEE全球歷史網絡的奈奎斯特頁面（页面存档备份，存于）（英文）
- K.J.Astrom：《奈奎斯特與他的重要論文》（2005年的簡報）（英文）
- 奈奎斯特傳記，見第2頁（页面存档备份，存于）（英文）